# Zwamvlok

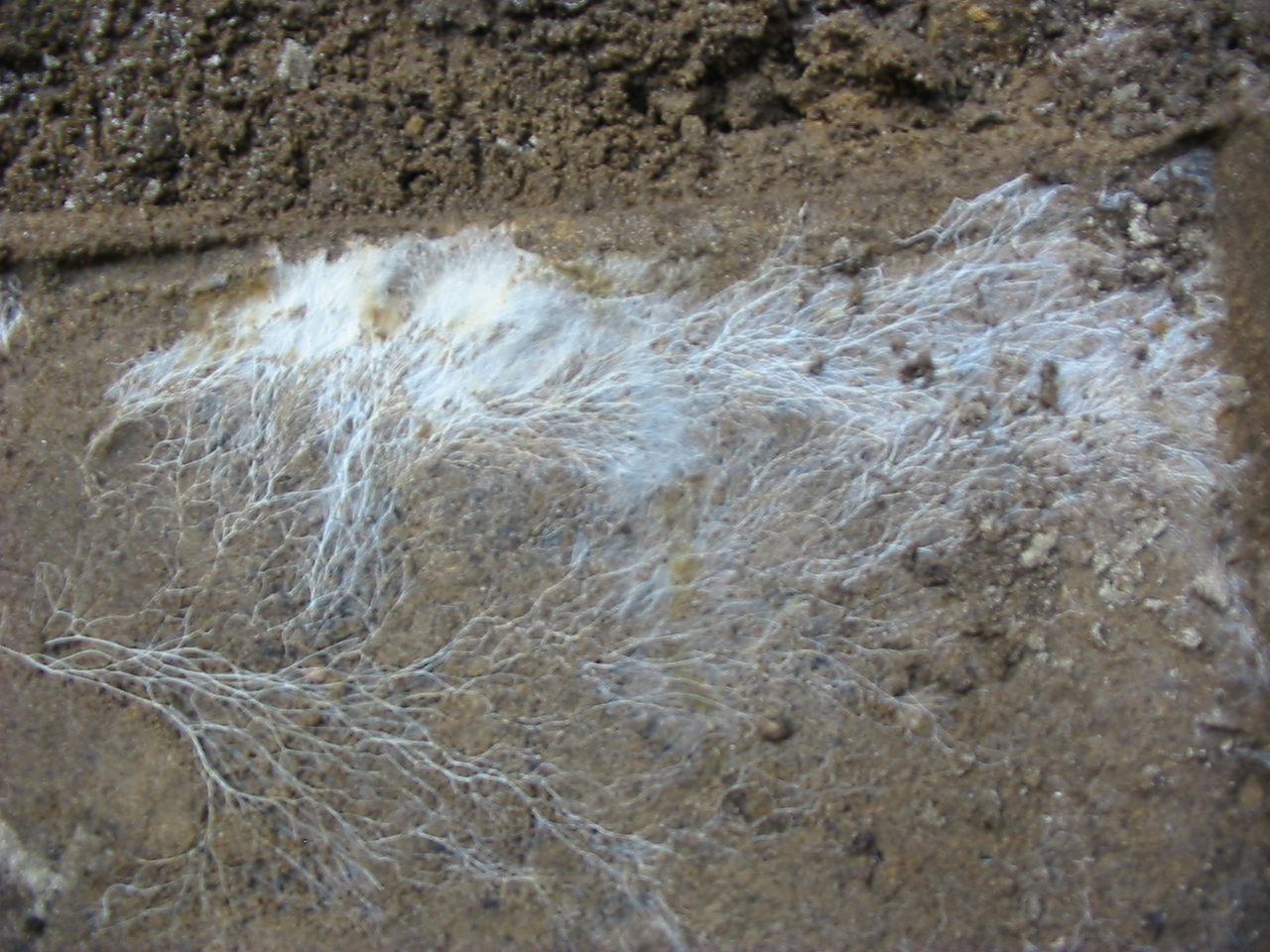
Zwamvlok

De zwamvlok of het mycelium is het netwerk van alle draden van een schimmel. De schimmeldraden worden ook wel hyfen genoemd. Meestal zit de zwamvlok onder de grond. Bij parasitaire plantenschimmels zoals grauwe schimmel, en meeldauw zitten de schimmeldraden in de waardplant zelf, vooral tussen de cellen van de gastheer.
De zwamvlok groeit soms uit tot een ringvorm, de zogenaamde heksenkring. Dit gebeurt als het mycelium zich naar buiten toe uitbreidt en de oudere schimmeldraden aan de binnenkant afsterven, bijvoorbeeld door autolyse.  